# Lulu Ranne

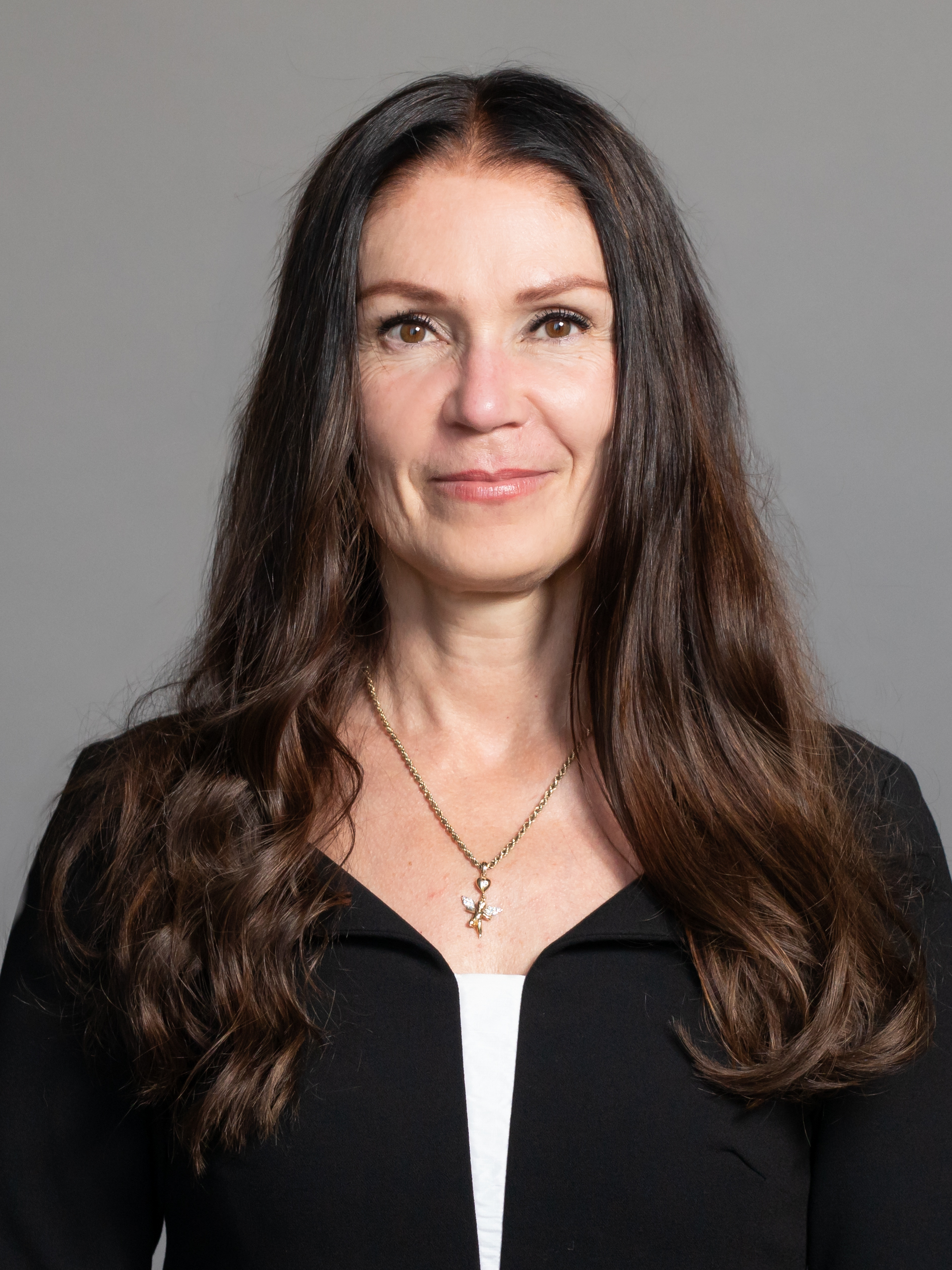
Lulu Ranne, 2023

Lulu Ranne (* 12. Juli 1971 in Kristiinankaupunki) ist eine finnische Politikerin der Partei Die Finnen für die sie seit 2019 im finnischen Parlament sitzt. Seit dem 20. Juni 2023 ist sie Verkehrsministerin Finnlands im Kabinett Orpo und seit dem 30. August 2024 auch Innenministerin.

## Leben
Lulu Ranne studierte Bauingenieurwesen an der Universität Tampere. Sie ist zweisprachig Finnisch und Schwedisch und beherrscht außerdem fließend Englisch und Französisch. Ranne ist verheiratet und hat vier Kinder.
Ihre politische Laufbahn begann in der Kommunalpolitik in Hämeenlinna und in Verbändearbeit in der Landschaft Kanta-Häme. Ranne wurde 2019 in das finnische Parlament gewählt, wo sie Mitglied der Fraktion der Finnischen Partei ist. Sie ist stellvertretende Fraktionsvorsitzende und seit dem 20. Juni 2023 Verkehrs- und Kommunikationsministerin.